# Katzbrui
Katzbrui ist ein Ortsteil der Gemeinde Apfeltrach im Landkreis Unterallgäu in Bayern.

## Geographie
Die Einöde Katzbrui liegt etwa sieben Kilometer südwestlich von Apfeltrach und zwei Kilometer südlich von Köngetried und ist durch eine Gemeindestraße an den Hauptort angebunden.
Zum Ortsteil gehört der Ort Katzbrui-Mühle. Durch Katzbrui fließt der Katzbruier Bach, der weiter nördlich in den Eßmühler Bach mündet und dann als Westernach weiterfließt.

## Geschichte
Die erste Nennung des Ortes war 1457 als Katzbrw. Der Ort diente als Szenenbild für den Film Hans im Glück. Im Ort gibt es seit 1981 ein Gasthaus mit Fremdenzimmern.

## Sehenswürdigkeiten
Im Ortsteil Katzbrui-Mühle gibt es ein Mühlenmuseum in der alten, unter Denkmalschutz stehenden Ölmühle aus dem Jahr 1661.

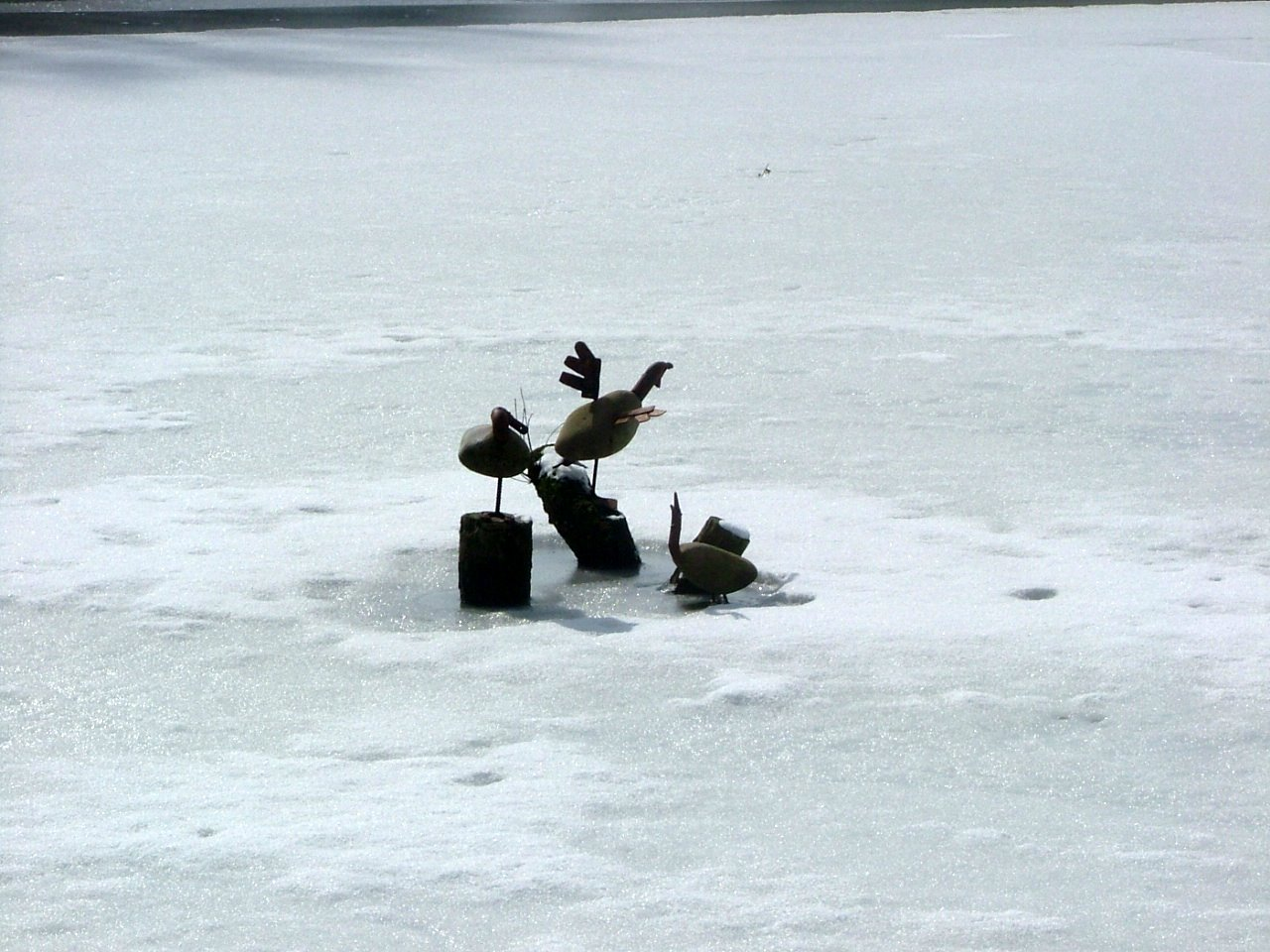
Fischweiher
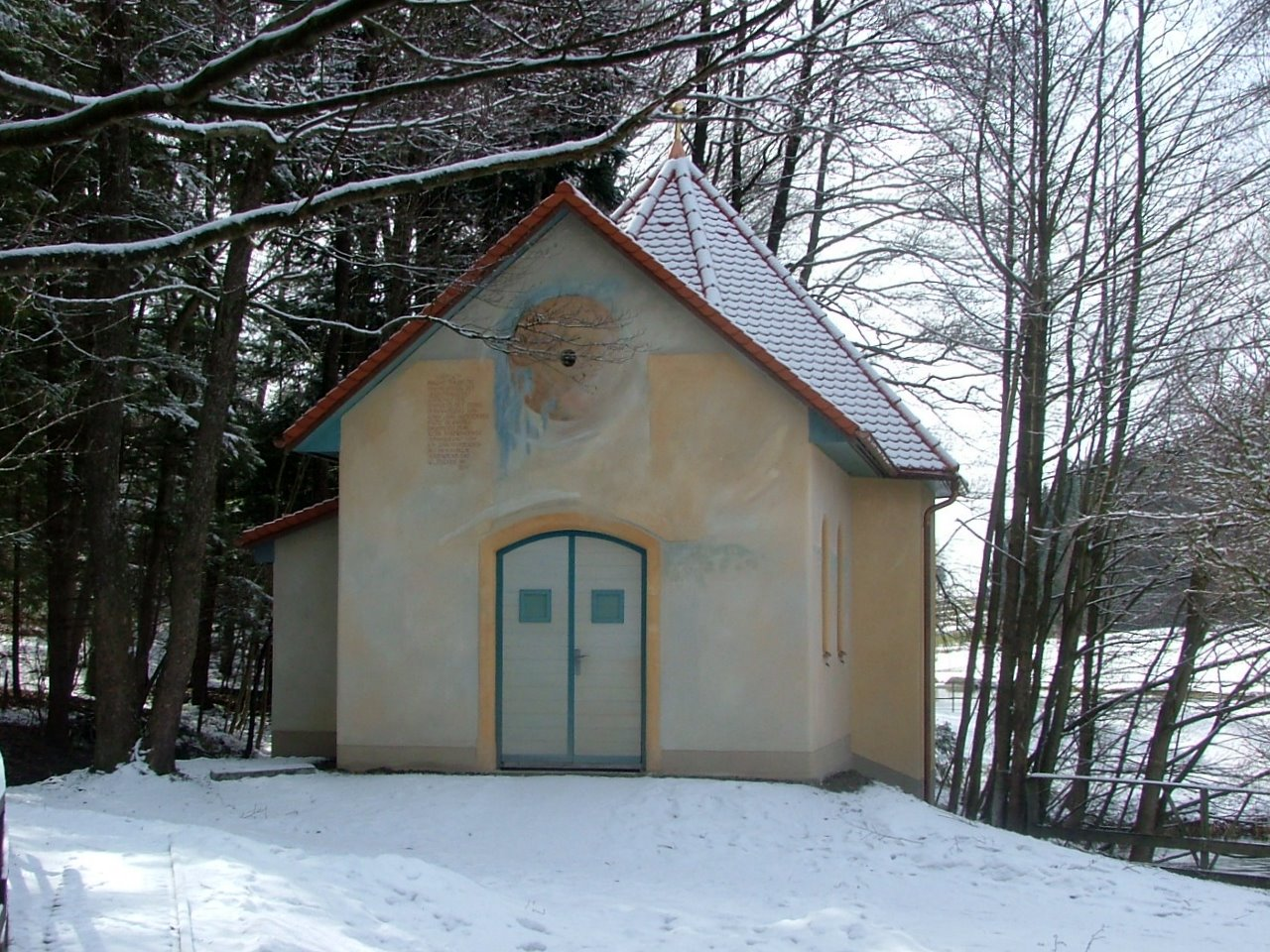
Kapelle